# I’mperfect
Az I’mperfect (stlizálva i’mperfect) a Ling tosite sigure japán rockegyüttes negyeddik stúdióalbuma, amely 2013. április 10-én jelent meg Japánban a Sony Music Associated Records kiadó gondozásában. Az albumról egy dalt másoltak ki kislemezként; az Abnormalize-t, ami a Psycho-Pass című animesorozat nyitófőcím dala volt. A lemezt Európában a JPU Records jelentette meg.
Az album az negyedik helyen nyitott a japán Oricon eladási listáján. A listán nyolc töltött el és összesen 30 099 példányt adtak el belőle.

## Számlista
Az összes dal szerzője TK. 
| 1.    | Beautiful Circus             | 3:16 |
| 2.    | Abnormalize                  | 3:36 |
| 3.    | Metamorphose                 | 3:26 |
| 4.    | Filmsick Mystery             | 3:43 |
| 5.    | Sitai Miss Me                | 4:00 |
| 6.    | Make Up Syndrome (album mix) | 4:02 |
| 7.    | Monster                      | 3:40 |
| 8.    | Kimi to oku (キミトオク)     | 4:54 |
| 9.    | Missing Ling                 | 6:54 |
| 37:31 |                              |      |